# 田代あい
田代 あい（たしろ あい、1970年6月23日 - ）は、日本のフリーアナウンサー。かつては田代 あおいの名で活動していた。

## 来歴
静岡県御殿場市出身。立正大学文学部英米文学科卒業。
大学を卒業後、1995年から1998年まで青森放送のアナウンサーを務めた。同期は後藤美穂子。
退社後、1999年から2002年までジョイスタッフに所属した。
退所後、2003年10月から2006年まで静岡第一テレビのアナウンサーを務めた。
その後はフリーアナウンサー・クラブに所属して活動。同事務所に所属してからもしばらくは田代 あおい名義で活動していたが、後に事務所サイトのタレントリストに田代 あいと表記されるようになった。

## 担当番組
フリーアナウンサー・クラブ公式サイトに掲載されているプロフィールからの参考。

### テレビ番組
- 出会いふれあい生テレビ（青森放送）
- RABニュースレーダー（青森放送）[要出典]
- 埼玉ナビゲーション[要出典]
- かわさきビジュアル事典（テレビ神奈川）[要出典]
- 静岡○ごとワイド!（静岡第一テレビ） - リポーター
- しずおかミニ情報（静岡第一テレビ） - リポーター
- ニュースプラス1しずおか（静岡第一テレビ） - 「静岡の橋」ナレーター
- ヤマダ電機テレビショッピング - 司会（2006年 - 2008年）
- BS11ニュース（日本BS放送）

### ラジオ番組
- お昼はいただきミュージックランチ（RABラジオ）[要出典]
- あおもりTODAY（RABラジオ）[要出典]
- あおいのこの紋どころが耳にはいらぬか（RABラジオ）[要出典]
- 演歌の達人（RABラジオ）[要出典]
- あおいのMusicトラベルデスク（RABラジオ）[要出典]
- なぎら健壱のまっかちん仮面（ラジオ日本） - アシスタントパーソナリティ兼ラジオショッピング担当（1999年 - 2002年）
- 朝からウォーキング もぎたてラジオ（ニッポン放送、2009年 - 2010年）